# Axel Thufason
Martin Axel Thufason (Tufvesson) (ur. 10 listopada 1889 w Kopenhadze, zm. 25 grudnia 1962 tamże) – duński piłkarz występujący podczas kariery na pozycji napastnika.
Srebrny medalista z Letnich Igrzysk Olimpijskich 1912 ze Sztokholmu. Dania przegrała dopiero w finale z Wielką Brytanią.
Całą karierę klubową spędził w Boldklubben af 1893.